# Argyrolobium calycinum
Argyrolobium calycinum là một loài thực vật có hoa trong họ Đậu. Loài này được (M. Bieb.) Boiss. miêu tả khoa học đầu tiên năm 1872.